# 한국불교학회
사단법인 한국불교학회(The Korean Association for Buddhist Studies)는 불교와 관련된 종교적 요소와 철학적 요소를 십분 살려 학술분야의 연구·조사·발표 및 보급을 기하는 목적으로 1973년 7월 7일에 설립된 학술단체이다. 사무실은 서울특별시 중구 필동로 32 낙원빌딩 5층에 있다. 불교와 관련된 학술분야의 연구 및 조사, 학술지 및 관련 학술서적의 간행, 국내외 단체와의 교류 등을 활동하고 있다. 학회지 《한국불교학》을 발간하고 있다.

## 주요 사업
- 불교와 관련된 학술분야의 연구 및 조사
- 연구발표회 및 강연회 개최
- 회지 및 관련 학술서적의 간행
- 본회와 목적을 같이하는 국내외 단체와의 교류
- 기타 본회의 목적달성에 필요한 사업

## 역대 회장
- 홍정식 (1973.7.7~1985.10.12)
- 이재창 (1985.10.12~1991.11.1)
- 김영태 (1991.11.1~1997.11.6)
- 김인덕 (1997.11.6~1999.9.28)
- 목정배 (1999.11.19~2001.11.17)
- 권기종 (2001.11.17~2003.11.29)
- 이평래 (2003.11.29~2008.5.31)
- 김선근 (2008.6.1~2010.5.31)
- 김용표 (2010.6.1~2014.5.31)
- 권탄준 (2014.6.1~2016.5.31)
- 성운스님 (2016.6.1~2018.5.31)
- 김성철 (2018.6.1~2020.5.31)
- 고영섭 (2020.6.1~2022.5.31)
- 백도수 (2022.6.1~2024.5.31)
- 자현스님 (2024.6.1~)

## 임원진
- 상임고문
- 명예고문
- 회장(법인이사장)
- 법인이사
- 감사
- 부회장
- 운영이사
- 편집위원장 / 편집이사
- 편집위원
- 명예이사
- 일반이사

## 학회지
- 《한국불교학》[1]